# Lotstab
Der Lotstab dient dem Vermessungs- und Bauingenieur zum zentrischen, millimetergenauen Aufstellen des Theodolits über dem Vermessungspunkt.
Lotstäbe sind aus Leichtmetall und teleskopartig ausziehbar. Sie ersetzten das früher verwendete Senkblei (Senkel, Schnurlot), mit dem der Zentriervorgang durch Schwingen oder Wind länger dauern würde.
Nach Aufstellung des Stativs wird der Lotstab von unten an die Herzschraube angeklinkt und durch Verlängern auf den Bodenpunkt gesetzt. Dann wird das Stativ bzw. der Theodolit-Unterbau verschoben, bis die Dosenlibelle am Lotstab einspielt ist. Zusätzlich kann die genaue Instrumentenhöhe über dem Punkt abgelesen (und allenfalls auch eingestellt) werden.
Eine Alternative ist das Zentrieren mit dem optischen Lot, das in die Bodenplatte der meisten Messgeräte eingebaut ist. Es erlaubt noch genauere Einstellungen, die aber etwas länger dauern. Auch ist von Zeit zu Zeit eine Justierung der Optik notwendig.
Siehe auch: Zentrierung